# Jean de Mortagne
Jean de Mortagne, décédé en 1279 ou après, était un châtelain de Tournai, seigneur de Mortagne, fils aîné d'Arnaud de Mortagne et de Yolande de Coucy, fille de Thomas de Coucy (mort vers 1252, lui-même fils de Raoul Ier de Coucy), seigneur de Vervins, auteur de la branche des Coucy-Vervins, et de sa femme Mathilde de Rethel.

## Filiation
De son mariage avec Marie de Conflans, fille d'Eustache, seigneur de Mareuil, et de sa femme Jeanne de Plancy, ils eurent une fille, seule héritière :
- Marie de Mortagne, (+ 1312 ou après), dame de Mortagne, châtelaine de Tournai, Pair de Flandre, mariée à Jean de Brabant.

## Sources
- Châtelains de Tournai sur le site Fondation pour la généalogie médiévale (en anglais);